# 2016년 이화여자대학교 사태

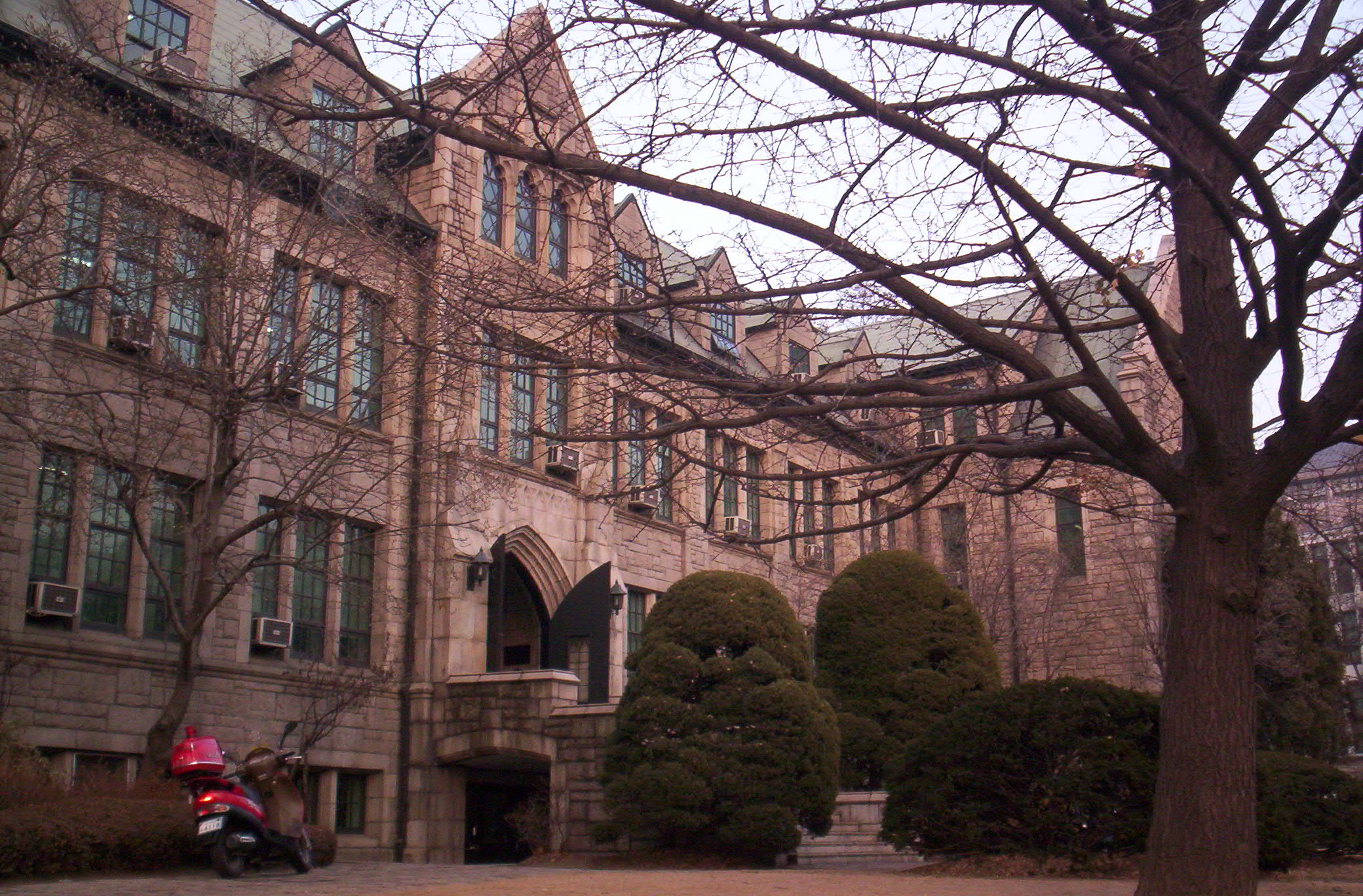
이화여대 재학생들이 86일간 점거농성을 벌인 이화여대 본관

2016년 이화여자대학교 사태는 이화여자대학교 학생들이 학교 측의 일방적인 평생교육 단과대학 지원사업(미래라이프 대학) 참여 철회를 위해 학교를 점거하면서 발생한 시위로 시작하여 비선 실세 의혹을 받고 있는 최순실의 딸 정유라 부정 입학 의혹까지 제기된 사태이다. 미래라이프대학 사업의 경우, 학교 측의 교육을 질을 낮추고 등록금을 위한 학위장사에 학생들과 졸업생들은 분노했다. 이에 대해 일부 여론은 실업계고 출신들이 학위를 받는 것에 대해 거부감을 드러낸 순혈주의적 행동이라는 지적도 있었지만, 실업계고 출신의 학생을 받는 대학 입학 전형은 이화여대 내에 이미 존재했을 뿐 아니라 평생교육을 위한 평생교육 대학원 또한 오래 전부터 존재했다는 점에서 교내 구성원들의 공분을 샀다. 결국 10월 19일 최경희 총장이 사퇴하였고 2016년 이화여대의 시위는 정유라 부정입학 문제와 함께 박근혜-최순실 게이트의 촉매제 역할을 했다.

## 미래라이프대학 신설 반대 시위
2016년 7월 15일, 교육부는 평생교육 단과대학 지원사업에 이화여자대학교를 포함한 4개 대학을 추가 선정하였다. 이에 대해 7월 28일 대학 신설에 따른 학칙 개정을 위한 평의원회가 열렸고, 이화여자대학교 학생들은 사업 추진 중단을 요구하며 점거시위를 시작했다. 점거시위로 교수 및 교직원 일부가 학생들과 실랑이 끝에 자진으로 감금되기도 했다.
7월 30일, 최경희 이화여대 총장은 자신이 본관을 찾겠다는 거짓말을 하고 직접 1600명의 경찰을 투입하여 역사상 가장 많은 경찰병력을 교내에 투입하였다. 이때 경찰병력으로 강제 해산을 시도하는 일이 발생하면서 이화여대 졸업생은 물론 언론과 정치권, 일반 시민들의 이목까지 끌었다. 재학생들 역시 학교 측이 농성 진압을 위해 경찰 병력을 학내에 끌어들였다는 사실에 분노해 결집하기 시작했으며, 미래라이프 대학 설립과는 별개로 경찰의 학내 진입 사건의 진상규명과 사과가 추가로 다루어지게 되었다.
8월 3일, 학교 측은 결국 미래라이프 대학 설립 추진 중단을 결정하였다. 하지만 본관을 점거중인 학생들이 최경희 총장 사퇴를 요구하면서 농성을 이어갔고, 언론과 국회 등의 정치권으로 사태의 파장이 커져만 갔다. 특히 재학생들이 설립추진 과정과 경찰병력 투입 등에 대한 감사를 요구하는 민원을 여야 국회의원실과 각 유관기관에 2,000건 이상 제기하면서, 9월 1일에는 정기국회 국정감사 준비과정에서 이화여대 관련 문제가 포함되었고, 안전행정위원회와 교육문화체육관광위원회 소속 위원들의 국정감사에서 다뤄지게 되었다.

## 정유라 특혜 논란
2016년 9월 26일, 《한겨레》는 정유라에 대한 승마 특혜 의혹과 학교 지도교수 교체 의혹을 보도하였다. 공교롭게도 그날은 국회의 정기 국정감사가 시작된 날이기도 했다. 9월 28일 국회 교육문화체육관광위원회는 국정감사에서 정유라 부정입학 의혹을 제기해 현장감사에 나섰다. 10월 4일 안전행정위원회는 서대문경찰서장을 증인으로 소환, 이화여대에 경찰 병력을 투입한 경위를 물었고, 학교 측의 거듭된 요청으로 인한 것이라는 답변을 받았다.
9월과 10월 사이 최순실의 국정 개입 논란이 확산되는 것과 더불어 그녀의 딸인 정유라의 학사 특혜 지원 의혹이 맞물리면서, 이화여자대학교 사태는 정유라 관련 의혹으로 초점이 옮겨가는 모양새로 전개되었다. 이화여대 학생들과 교수협의회는 총장의 사퇴, 철저한 진상규명, 관련자 처벌을 지속해서 요구하였으며, 2016년 10월 19일, 최경희 총장이 사퇴하고 관련자들이 구속 수감되기에 이르렀다.